# Florien Cornelis
Florien Cornelis (12 juli 1978) is een voormalig Nederlands hockeyinternational, die in totaal 29 officiële interlands (acht doelpunten) speelde voor de Nederlandse vrouwenploeg. 
Cornelis, middenveldster bij hoofdklasser HC Rotterdam, maakte haar debuut voor Oranje op 15 januari 2001 in de met 13-0 gewonnen oefeninterland in en tegen Maleisië. Ruim anderhalf jaar later zwaaide ze op eigen verzoek af, ze kon tophockey niet langer combineren met haar maatschappelijke loopbaan. Haar laatste interland speelde Cornelis bij het toernooi om de Champions Trophy in Macau.
Hoewel ze afscheid nam van het eerste van Rotterdam in het voorjaar van 2004, keerde de op meerdere posities inzetbare Cornelis bij gebrek aan speelsters (ziekten, blessures) in het daaropvolgende seizoen enkele malen terug in de hoofdmacht van HC Rotterdam.